# Ventalon en Cévennes
Ventalon en Cévennes  est une commune française située dans le département de la Lozère, en région Occitanie.
De statut administratif commune nouvelle, elle est issue du regroupement le 1er janvier 2016 des communes de Saint-Frézal-de-Ventalon et de Saint-Andéol-de-Clerguemort.

## Géographie

### Localisation
La commune est située dans le sud du département de la Lozère et est limitrophe du Gard. Elle fait partie des Cévennes. Il y a deux villages : Saint-Frézal-de-Ventalon et Saint-Andéol-de-Clerguemort.
Saint-Frézal-de-Ventalon compte environ 150 habitants. Situé sur le signal de Ventalon, il est difficile d'accès. La localité est constituée d'un habitat peu structuré et éclaté. On y trouve une mairie, un temple protestant (mais pas d'église) et une école. Au sud se trouve le village de Saint-Privat-de-Vallongue, au nord celui de Saint-Maurice-de-Ventalon et à l'est ceux de Saint-Andéol-de-Clerguemort et de Vialas.
Saint-Andéol-de-Clerguemort une une petite localité très rurale peuplée d'une petite centaine d'habitants. Elle aussi est difficile d'accès de par sa localisation (nichée dans les montagnes des Cévennes). Elle aussi a un habitat éclaté et peu structuré, comme c'est commun en Lozère. Le village possède une église (église Saint-Andéol). Vialas, une localité voisine, est accessible par la route descendante au nord du village. Si on prend la petite route allant vers l'ouest, on tombe sur Saint-Frézal-de-Ventalon. Enfin, on arrive au Collet-de-Dèze si on emprunte la petite route au sud.

### Communes limitrophes
Les communes limitrophes sont  Chamborigaud, Le Collet-de-Dèze, Pont de Montvert - Sud Mont Lozère, Saint-Privat-de-Vallongue et Vialas.
| Pont de Montvert - Sud Mont Lozère | Vialas               |                     |
|                                    | Ventalon en Cévennes | Chamborigaud (Gard) |
| Saint-Privat-de-Vallongue          |                      | Le Collet-de-Dèze   |

### Climat
Pour des articles plus généraux, voir Climat de l'Occitanie et Climat de la Lozère.
En 2010, le climat de la commune est de type climat méditerranéen franc, selon une étude s'appuyant sur une série de données couvrant la période 1971-2000. En 2020, Météo-France publie une typologie des climats de la France métropolitaine dans laquelle la commune est exposée à un climat de montagne ou de marges de montagne et est dans une zone de transition entre les régions climatiques « Provence, Languedoc-Roussillon » et « Sud-est du Massif Central ».
Pour la période 1971-2000, la température annuelle moyenne est de 11,7 °C, avec une amplitude thermique annuelle de 16,8 °C. Le cumul annuel moyen de précipitations est de 1 632 mm, avec 9,1 jours de précipitations en janvier et 4,7 jours en juillet. Pour la période 1991-2020, la température moyenne annuelle observée sur la station météorologique la plus proche, située sur la commune du Collet-de-Dèze à 7 km à vol d'oiseau, est de 12,9 °C et le cumul annuel moyen de précipitations est de 1 612,2 mm,. Pour l'avenir, les paramètres climatiques de la commune estimés pour 2050 selon différents scénarios d'émission de gaz à effet de serre sont consultables sur un site dédié publié par Météo-France en novembre 2022.

## Urbanisme

### Typologie
Au 1er janvier 2024, Ventalon en Cévennes est catégorisée commune rurale à habitat très dispersé, selon la nouvelle grille communale de densité à sept niveaux définie par l'Insee en 2022.
Elle est située hors unité urbaine et hors attraction des villes,.

### Risques majeurs
Le territoire de la commune de Ventalon en Cévennes est vulnérable à différents aléas naturels : météorologiques (tempête, orage, neige, grand froid, canicule ou sécheresse), feux de forêts, mouvements de terrains et séisme (sismicité faible). Il est également exposé à un risque particulier : le risque de radon. Un site publié par le BRGM permet d'évaluer simplement et rapidement les risques d'un bien localisé soit par son adresse soit par le numéro de sa parcelle.

#### Risques naturels
Ventalon en Cévennes est exposée au risque de feu de forêt. Un plan départemental de protection des forêts contre les incendies (PDPFCI) a été approuvé en décembre 2014 pour la période 2014-2023. Les mesures individuelles de prévention contre les incendies sont précisées par divers arrêtés préfectoraux et s’appliquent dans les zones exposées aux incendies de forêt et à moins de 200 mètres de celles-ci. L’arrêté du 23 mars 2018, complété par un arrêté de 2020, réglemente l'emploi du feu en interdisant notamment d’apporter du feu, de fumer et de jeter des mégots de cigarette dans les espaces sensibles et sur les voies qui les traversent sous peine de sanctions. L'arrêté du 23 août 2021, abrogeant un arrêté de 2002, rend le débroussaillement obligatoire, incombant au propriétaire ou ayant droit,,.

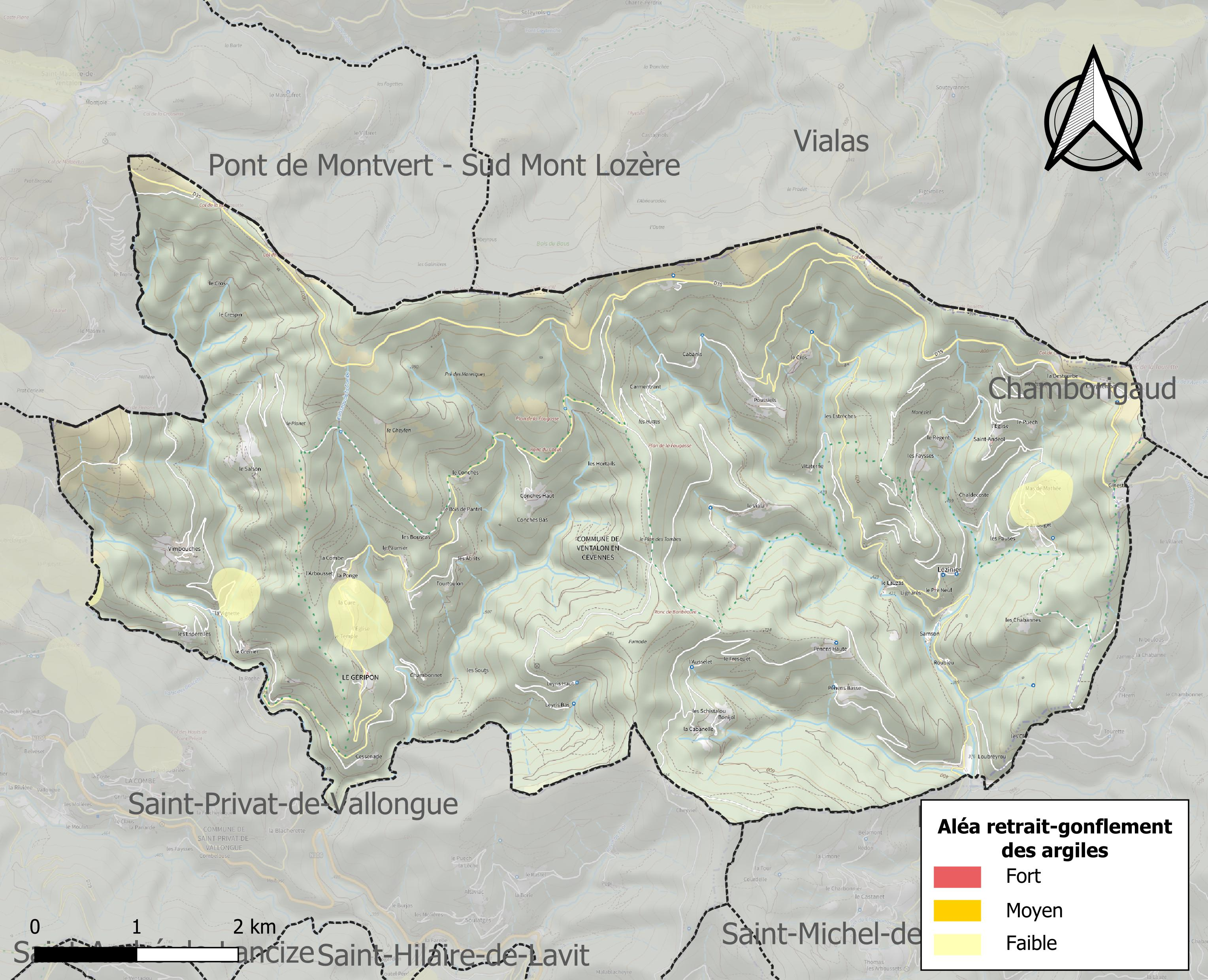
Carte des zones d'aléa retrait-gonflement des sols argileux de Ventalon en Cévennes.

Les mouvements de terrains susceptibles de se produire sur la commune sont des éboulements, chutes de pierres et de blocs et des glissements de terrain.
Le retrait-gonflement des sols argileux est susceptible d'engendrer des dommages importants aux bâtiments en cas d’alternance de périodes de sécheresse et de pluie. Aucune partie du territoire de la commune n'est en aléa moyen ou fort (15,8 % au niveau départemental et 48,5 % au niveau national). Sur les 230 bâtiments dénombrés sur la commune en 2019,  aucun n'est en aléa moyen ou fort, à comparer aux 14 % au niveau départemental et 54 % au niveau national. Une cartographie de l'exposition du territoire national au retrait gonflement des sols argileux est disponible sur le site du BRGM,.
Par ailleurs, afin de mieux appréhender le risque d’affaissement de terrain, l'inventaire national des cavités souterraines permet de localiser celles situées sur la commune.
La commune a été reconnue en état de catastrophe naturelle au titre des dommages causés par les inondations et coulées de boue survenues en 1982, 1992, 1993, 1994, 2003, 2008, 2014 et 2015. 

#### Risque particulier
Dans plusieurs parties du territoire national, le radon, accumulé dans certains logements ou autres locaux, peut constituer une source significative d’exposition de la population aux rayonnements ionisants. Certaines communes du département sont concernées par le risque radon à un niveau plus ou moins élevé. Selon la classification de 2018, la commune de Ventalon en Cévennes est classée en zone 2, à savoir zone à potentiel radon faible mais sur lesquelles des facteurs géologiques particuliers peuvent faciliter le transfert du radon vers les bâtiments.

## Histoire
Durant la Guerre des Camisards, Saint-Frézal-de-Ventalon a servi de point de refuge aux insurgés (lieu-dit le Viala).
Créée par un arrêté préfectoral du 14 décembre 2015, elle est issue du regroupement des deux communes de Saint-Frézal-de-Ventalon et de Saint-Andéol-de-Clerguemort qui deviennent des communes déléguées. Son chef-lieu est fixé à Saint-Frézal-de-Ventalon,.

## Politique et administration

### Liste des maires
| Période | Période  | Identité               | Étiquette | Qualité |
| ------- | -------- | ---------------------- | --------- | ------- |
| 2016    | 2020     | Camille Lecat          |           |         |
| 2020    | En cours | Pierre-Emmanuel Dautry |           |         |

### Communes déléguées
| Nom                              | Code Insee | Intercommunalité               | Superficie (km2) | Population (dernière pop. légale) | Densité (hab./km2) |
| -------------------------------- | ---------- | ------------------------------ | ---------------- | --------------------------------- | ------------------ |
| Saint-Frézal-de-Ventalon (siège) | 48P06      | CC des Cévennes au Mont Lozère | 16,89            |                                   |                    |
| Saint-Andéol-de-Clerguemort      | 48134      | CC des Cévennes au Mont Lozère | 6,86             |                                   |                    |

## Population et société

### Démographie
L'évolution du nombre d'habitants est connue à travers les recensements de la population effectués dans la commune depuis sa création.

En 2022, la commune comptait 258 habitants, en évolution de +16,74 % par rapport à 2016 (Lozère : +0,11 %, France hors Mayotte : +2,11 %).
| 2014 | 2019 | 2022 |
| ---- | ---- | ---- |
| 239  | 267  | 258  |

### Enseignement
Saint-Frézal-de-Ventalon dispose d'une école primaire publique. Collège de rattachement : collège du Trenze, à Vialas.
Il n'y a aucun établissement scolaire à Saint-Andéol-de-Clerguemort. Les jeunes du village vont au collège à Vialas.

## Culture locale et patrimoine

### Lieux et monuments
- Église Saint-Andéol de Saint-Andéol-de-Clerguemort.
- Temple de l’Église protestante unie de France de Lézinier (anciennement commune de Saint-Frézal-de-Ventalon).
- Ancien temple protestant de Saint-Frézal-de-Ventalon.